# NMR in Biomedicine
NMR in Biomedicine is een internationaal, aan collegiale toetsing onderworpen wetenschappelijk tijdschrift op het gebied van de
radiologie.
De naam wordt in literatuurverwijzingen meestal afgekort tot NMR Biomed.
Het wordt uitgegeven door John Wiley & Sons en verschijnt maandelijks.
Het eerste nummer verscheen in 1988.